# Reinhold Popp
Reinhold Popp (* 3. Februar 1949 in Salzburg) ist ein österreichischer Zukunftsforscher.

## Leben und Wirken

### Karriere
Nach der Reifeprüfung am Humanistischen Gymnasium im Jahre 1967 absolvierte Reinhold Popp ein Lehramtsstudium, ein Studium der Psychotherapie und Klinischen Psychologie sowie ein Doktoratsstudium (Politikwissenschaft/Bildungswissenschaft) in Salzburg. Die Promotion zum Dr. phil. erfolgte 1979, und 1986 habilitierte sich Popp an der Universität Innsbruck. Dort wurde er 1995 auch zum Universitätsprofessor tituliert. Von 2006 bis 2013 fungierte er als Koordinator des zukunftsbezogenen Doktoratsstudiums „Zukunft: Bildung: Lebensqualität“.
Von 1988 bis 2004 war er Co-Leiter des Ludwig-Boltzmann-Instituts für sozialwissenschaftliche Berufs- und Freizeitforschung und von 2005 bis 2013 Wissenschaftlicher Leiter des Zentrums für Zukunftsstudien (ZfZ) der FH Salzburg. Als Wissenschaftlicher Leiter wirkte Popp an der Konzeption der Tagungsreihe „Zukunft: Lebensqualität“ (2008–2012) mit. Diese jährliche interdisziplinäre Konferenzveranstaltung entstand auf Initiative des ZfZ und des Europäischen Forums Alpbach.

### Weitere Tätigkeiten im Bereich Zukunftsforschung
Parallel zu seiner wissenschaftlichen Arbeit gründete und leitete Reinhold Popp seit 1984 Studiengänge an Akademien und Fachhochschulen. Er ist Gründungsmitglied und Dozent des Masterstudiengangs für Zukunftsforschung am Institut Futur der Freien Universität Berlin.
Reinhold Popp ist Kooperationspartner der Stiftung für Zukunftsfragen in Hamburg. Im Mai 2007 war er Gründungsmitglied des Netzwerks Zukunftsforschung und gehörte dessen Vorstand bis Anfang 2012 an.
Im Jahr 2012 gründete Reinhold Popp u. a. gemeinsam mit Gerhard de Haan vom Institut Futur der Freien Universität Berlin die internationale Fachzeitschrift „European Journal of Futures Research“ (EJFR).

## Publikationen
Schriftenreihe Zukunft: Lebensqualität. LIT Verlag, Wien/Berlin/Münster.
- Band 1: R. Popp, R. Hofbauer, M. Pausch: Lebensqualität – Made in Austria. Gesellschaftliche, ökonomische und politische Rahmenbedingungen des Glücks. 2010.
- Band 2: R. Popp (Hg.): Denken auf Vorrat. Wege und Irrwege in die Zukunft. 2011.
- Band 3: R. Popp, M. Pausch, U. Reinhardt, (Hg.): Zukunft. Bildung. Lebensqualität. 2011.
- Band 4: R Popp (Hg.), D. Steinbach, K. Linnenschmidt, E. Schüll: Zukunftsstrategien für eine alternsgerechte Arbeitswelt – Trends, Szenarien und Empfehlungen. 2011.
- Band 5: R. Popp, E. Zechenter, U. Reinhardt (Hg.): Zukunft. Kultur. Lebensqualität. 2012.
- Band 6: R. Popp, U. Garstenauer, U. Reinhardt, U. D. Rosenlechner-Urbanek (Hg.): Zukunft. Lebensqualität. Lebenslang. Generationen im demographischen Wandel. 2013.
- Band 7: R. Popp und E. Schüll (Hg.): FH2030 – Zur Zukunft der österreichischen Fachhochschulen. 2013.

Wissenschaftliche Schriftenreihe Zukunft und Forschung. Springer Verlag, Berlin/Heidelberg.
- Band 1: R. Popp und E. Schüll (Hg.): Zukunftsforschung und Zukunftsgestaltung. Beiträge aus Wissenschaft und Praxis. 2009.
- Band 2: R. Popp (Hg.): Zukunft und Wissenschaft. Wege und Irrwege der Zukunftsforschung. 2012.
- Band 3: R. Popp und A. Zweck (Hg.): Zukunftsforschung im Praxistest. 2013.

Weitere Publikationen
- R. Popp und U. Reinhardt: Zukunft des Alltags. LIT Verlag, Münster 2013.
- R. Popp (Hg.): Zukunft: Freizeit: Wissenschaft. Festschrift zum 65. Geburtstag von Horst W. Opaschowski. LIT Verlag, Wien 2005.